# Administrador
Un administrador és la persona encarregada de gestionar una empresa. Transformen els acords de les juntes generals d'accionistes en fets. Poden ser socis, normalment són els socis majoritaris o professionals externs, sense participació societària. Són designats per les juntes generals d'accionistes.
Tenen la funció de presidir les juntes generals d'accionistes i realitzar informes anuals: memòria de la societat, balanç anual i proposta de distribució dels beneficis. Té el deure d'assolir responsabilitats i no pot actuar amb negligència, ni abusar de les seves facultats com tampoc actuar amb mala fe. A Espanya, el període de gestió d'una societat anònima té un màxim de 6 anys, moment en què es reuneixen els socis a la Junta General per renovar el càrrec o triar un de nou. En canvi, les societats limitades poden tenir administradors per temps il·limitat o establir la duració màxima desitgada en els estatuts.
N'hi ha administracions unipersonals, quan només hi ha un administrador, i pluripersonals quan n'hi ha més d'un. En el darrer cas, la societat pot regir-se per un consell d'administració, on els membres assumeixen funcions diferenciades; o tenir un mecanisme d'administració simple. En aquest, els administradors poden ser designats per actuar solidàriament (l'administrador pot executar decisions per si sol) o mancomunadament (han de ser aprovades per la totalitat dels mancomunats).